# ガーサント
ガーサント (Guersant) はフランスの競走馬。フランス2000ギニーなど現在はG1として施行されているレースを4勝し、1961年、種牡馬として日本に輸出され、多くの活躍馬を輩出した。1970年リーディングサイアー。馬名はフランス語読みだと「ギュルサン」になる。

## 競走馬時代
1951年、メゾンラフィット競馬場でデビュー。初戦で勝利を飾ると、2戦目ジェベル賞で重賞を制覇。次走グレフュール賞は3着に敗れるが、フランスクラシック三冠初戦、仏2000ギニーをレコードタイムで制する。その後、ポルト・マイヨ賞、フォレ賞などに勝利し、3歳シーズンを終える。翌年はエドモンブラン賞から始動し3着、続くガネー賞を5馬身差で圧勝するとイギリスに渡り、コロネーションステークス、ハードウィックステークスと2連勝。続くエクリプスステークス2着を最後に引退。種牡馬入りとなった。

## 種牡馬として
1954年より種牡馬としてアイルランドに渡り、アイリッシュセントレジャーの勝ち馬バークレイなどを輩出した。1961年、社台グループの吉田善哉が3200万円で購入。日本に輸入されることとなった。吉田は後に「まだ日本人は競馬の世界じゃ馬鹿にされている時代だった。よくこんな大物を売ってくれたものだ」と回想している。
初年度産駒からオークス馬ヒロヨシを送り出し、リーディングサイアーランキングでも5位につけて注目を浴びると、以後ニットエイト、コウユウ、シャダイターキンなど、多くの活躍馬を送り出した。産駒は優れたスタミナを有し、1971年に啓衆賞最優秀障害馬に選ばれたインターヒカリをはじめ、障害レースの名馬も数多く輩出した。1970年にはリーディングサイアーを獲得。1973年に引退するまで第一線の種牡馬として活躍を続け、社台グループ発展の礎を築いた。
種牡馬引退の翌年、社台ファーム白老から錦岡の分場に移動。到着の翌日、馬房内で急死した。死後も母の父として大きな影響力を保持し、ダイナカール（オークス、エアグルーヴの母）、テルテンリュウ（宝塚記念）などが出た。
また「道悪巧者」も多く出しており、ガーサント産駒が出走する度に童謡の替え歌で「雨雨降れ降れガーサント」と歌われたこともあったという。
だが後継種牡馬には恵まれなかった。代表産駒のニットエイトは全くと言っていいほど仔を残せなかった上、牝馬の活躍馬が多く、ニットエイト以外に種牡馬になった産駒はニューサント(1973年弥生賞でハイセイコーの2着)とヨドヒーロー(1972年阪神3歳ステークスでキシュウローレルの2着)くらいしかいなかった。ヨドヒーローが送り出した1984年中日新聞杯(降雪のためダート変更)を大差圧勝したダートの鬼アスコットエイト、同じくヨドヒーロー産駒で1991年にオープン特別の若草ステークスを制しダービーでもトウカイテイオーの6着に健闘したワンモアライブといった辺りが最後の活躍馬で、1997年にヨドヒーロー産駒のジェットスーパー（南関東で3勝）が引退したのを最後に直系子孫の競走馬はいなくなった。

### 代表産駒
- ニットエイト（菊花賞、天皇賞（秋））
- ヒロヨシ（オークス）
- コウユウ（桜花賞）
- シャダイターキン（オークス）
- インターヒカリ（京都大障害・春、京都大障害・秋、阪神障害ステークス)

※1970年最優秀障害馬
- タイシユウ（きさらぎ賞、京都大障害・春）
- ハイアデス（七夕賞、京成杯3歳ステークス）
- ハイプリンス（シンザン記念、北海道3歳ステークス）
- ヒガシライト（日本短波賞、関屋記念）
- ダッシュリュー（福島記念）
- プリーズターフ（4歳牝馬特別）
- ヌアージターフ（セントライト記念）
- フリートターフ（東京障害特別・秋）
- アラートターフ（東京障害特別・秋）
- ハクコンゴウ（東京障害特別・秋）
- ダイニヘルスオー（東京大賞典、羽田盃）
- ゴールデンスネップ（開設記念、キヨフジ記念、クイーン賞）
- オーナーズタイフウ（東京盃、NTV盃）
- ミスファラリス（浦和桜花賞）
- ペルースポート（繁殖牝馬）

## 血統表
| ガーサント (Guersant)の血統      | ガーサント (Guersant)の血統              | ガーサント (Guersant)の血統 | （血統表の出典）        | （血統表の出典） |
| 父系                             | ハーミット系                             | ハーミット系                | ハーミット系            | [ § 2 ]          |
| 父 Bubbles 1925 栗毛 フランス    | 父の父La Farina 1911 栗毛 フランス       | Sans Souci                  | Le Roi Soleil           | Le Roi Soleil    |
| 父 Bubbles 1925 栗毛 フランス    | 父の父La Farina 1911 栗毛 フランス       | Sans Souci                  | Sanctimony              |                  |
| 父 Bubbles 1925 栗毛 フランス    | 父の父La Farina 1911 栗毛 フランス       | Malatesta                   | Isinglass               | Isinglass        |
| 父 Bubbles 1925 栗毛 フランス    | 父の父La Farina 1911 栗毛 フランス       | Malatesta                   | Parisina                |                  |
| 父 Bubbles 1925 栗毛 フランス    | 父の母Spring Cleaning 1915 栗毛 イギリス | Neil Gow                    | Marco                   | Marco            |
| 父 Bubbles 1925 栗毛 フランス    | 父の母Spring Cleaning 1915 栗毛 イギリス | Neil Gow                    | Chelandry               |                  |
| 父 Bubbles 1925 栗毛 フランス    | 父の母Spring Cleaning 1915 栗毛 イギリス | Spring Night                | Chesterfield            | Chesterfield     |
| 父 Bubbles 1925 栗毛 フランス    | 父の母Spring Cleaning 1915 栗毛 イギリス | Spring Night                | Silent Night            |                  |
| 母 Montagnana 1937 鹿毛 フランス | 母の父Blantome 1931 鹿毛 フランス        | Blandford                   | Swynford                | Swynford         |
| 母 Montagnana 1937 鹿毛 フランス | 母の父Blantome 1931 鹿毛 フランス        | Blandford                   | Blanche                 |                  |
| 母 Montagnana 1937 鹿毛 フランス | 母の父Blantome 1931 鹿毛 フランス        | Vitamine                    | Clarissimus             | Clarissimus      |
| 母 Montagnana 1937 鹿毛 フランス | 母の父Blantome 1931 鹿毛 フランス        | Vitamine                    | Viridiflora             |                  |
| 母 Montagnana 1937 鹿毛 フランス | 母の母Mauretania 1930 鹿毛 フランス      | Tetratema                   | The Tetrarch            | The Tetrarch     |
| 母 Montagnana 1937 鹿毛 フランス | 母の母Mauretania 1930 鹿毛 フランス      | Tetratema                   | Scottish Gift           |                  |
| 母 Montagnana 1937 鹿毛 フランス | 母の母Mauretania 1930 鹿毛 フランス      | Lady Maureen                | Spearmint               | Spearmint        |
| 母 Montagnana 1937 鹿毛 フランス | 母の母Mauretania 1930 鹿毛 フランス      | Lady Maureen                | Molly Desmond F-No.14-c |                  |
| 母系(F-No.)                      | 14号族(FN:14-c)                          | 14号族(FN:14-c)             | 14号族(FN:14-c)         | [ § 3 ]          |
| 5代内の近親交配                  | Sans Souci 3×5=15.62%                    | Sans Souci 3×5=15.62%       | Sans Souci 3×5=15.62%   | [ § 4 ]          |
| 出典                             | 1. 2. 3. 4.                              | 1. 2. 3. 4.                 | 1. 2. 3. 4.             | 1. 2. 3. 4.      |

全兄オカリナと共に、19世紀後半、イギリスで7年連続リーディングサイアーに輝いた名馬ハーミットの最後の後継種牡馬だった。
5代母はプリティーポリー。甥にリュパン賞やジャック・ル・マロワ賞などを制したリュティエがいる。

## エピソード
ガーサントの遺体は白老に埋葬されたが、墓は建てられなかった。埋葬場所は当初、人気の少ない場所であったが、後に社台グループの発展と共に施設が拡張し、埋葬地の真上に道路が敷設された。ガーサントを担当していた従業員がその事を吉田善哉に問い質すと、吉田は「みんな元気に働いている、社台もよくやっているなって、人や車が通るたびにガーサントが喜んでいる」といなしたという。
後年、吉田は同じく功労馬であるディクタスの墓を建てては、という意見に対し「種馬も繁殖牝馬もその他の馬も、皆なにがしか役に立っている。特定の馬のために墓を建てることはしない。ガーサントにもしなかったのだから」と語った。